# Панеріс (футбольний клуб)
«Панеріс» (лит. FK Panerys) — колишній литовський футбольний клуб з міста Вільнюс. Заснований в 1975 році.

## Історія
ФК «Панеріс» був заснований в 1975 році в столиці Литовської РСР — Вільнюсі. Назва клубу означає географічний регіон на берегах річки Неріс . У радянські роки «Панеріс» виступав у нижчих лігах чемпіонату республіки, в 1989 році виграв турнір першої ліги Литовської РСР і вийшов у вищу.
Після виходу литовських команд з федерації футболу СРСР в 1990 році «Панеріс» виступав в чемпіонаті республіки (т. н. Ліга Аукштайтії, в якій грали аматорські команди) і виграв його. Колишні команди майстрів в цей час грали в Чемпіонаті Прибалтики. В кінці сезону був проведений турнір між найкращими професійними та аматорськими командами Литви, в якому «Панеріс» посів четверте місце.
Після утворення незалежного чемпіонату Литви в 1991 році «Панеріс» був включений до вищого дивізіону. У 1990-ті роки клуб займав місця у верхній половині турнірної таблиці, в сезоні 1991/92 завоював срібні медалі чемпіонату, а в сезоні 1992/93 — бронзові. У Кубку Литви найвищим досягненням став вихід до півфіналу в розіграші 1993/94.
У 1995 році «Панеріс» виступав в Кубку Інтертото, де посів останнє місце в своїй групі.
У 1998 році клуб був розформований через банкрутство, після того як провів 6 матчів в сезоні 1998/99 .
З'явилася інформація, що Робертас Тауткус хоче відродити клуб, який почав грати з Другої ліги (третя за силою ліга в Литві) з 2017 року.

## Виступи в єврокубках
| сезон | Турнір          | Раунд    | Суперник          | Вдома | В гостях | Загальний рахунок |
| ----- | --------------- | -------- | ----------------- | ----- | -------- | ----------------- |
| 1995  | Кубок Інтертото | Груповий | Форвертс (Штайр)  | 1:1   | -        | -                 |
| 1995  | Кубок Інтертото | Груповий | Спартак (Пловдив) | -     | 0:3      | -                 |
| 1995  | Кубок Інтертото | Груповий | Айнтрахт          | 0:4   | -        | -                 |
| 1995  | Кубок Інтертото | Груповий | Іракліс           | -     | 1:3      | (5-е в групі)     |

## Тренери
- Вінцас Катейва (1991)
- Віктор Павлов (1991—1994)
- Саулюс Ширмяліс (1995—1997)
- Альґімантас Любінскас (1997—1998)